# Bautz’ner
Bautz’ner Senf & Feinkost GmbH je potravinářská obchodní společnost se sídlem v hornolužickém Budyšíně, místní části Kleinwelka. Jejím vlastníkem je německá společnost Develey Senf & Feinkost. Nejvýznamnějším výrobkem je Bautz’ner Senf (česky Budyšínská hořčice), která patří k nejznámějším výrobkům oblasti bývalého východního Německa. Značka Bautz’ner náleží od roku 1992 bavorskému potravinářskému koncernu Develey Senf & Feinkost. Od 1. února 2008 je Bautz’ner opět společností s ručením omezeným, jejímž jednatelem je Stefan Durach.

## Historie
Tradice výroby hořčice v Budyšíně začala založením firmy roku 1866. Od roku 1953 byla v podniku VEB Essig- und Senffabrik Bautzen, později VEB Lebensmittelbetrieb Bautzen, vyráběna především středně ostrá hořčice a prodávaná pod značkou Bautzener Senf. Patřila k nejoblíbenějším v bývalé Německé demokratické republice. Se zánikem NDR byla nejistá i další výroba budyšínské hořčice, na rozdíl od mnoha dalších východních výrobků však šla i dále na odbyt, byť v menší míře. Potravinářská společnost Develey Senf & Feinkost z bavorského Unterhachingu koupila roku 1992 budyšínský podnik a investovala do jeho modernizace. Nový majitel pokračuje ve výrobě pod novou značkou Bautz’ner. Od března 2008 se nachází na náměstí Fleischmarkt v Budyšíně Senfmuseum (Muzeum hořčice) s exponáty tematicky spojenými s hořčicí, jako například nádoby na hořčici, staré kořenky a vzácné kuchařky (tematicky zaměřené na hořčici). Spolu s muzeem byla otevřena Senftheke, v které jsou nabízeny neobvyklé druhy hořčic.
V roce 2020 oznámila společnost změnu názvu oblíbeného produktu Zigeunersauce (Cikánská omáčka) na Paprikasauce Ungarischer Art (Papriková omáčka na maďarský způsob). Dne 21. září 2020 zahájili zaměstnanci firmy pětidenní stávku za vyrovnání mezd mezi východem a západem Spolkové republiky Německo. V reakci na tuto stávku došlo k dohodě mezi asi padesáti zaměstnanci a odborovým předákem z organizace Nahrung-Genuss-Gaststätten (NGG) Olafem Klenkem. Vzniklá kolektivní smlouva garantuje do roku 2024 postupné zvýšení mezd přibližně o 500 €. V roce 2023 oslavila společnost 70 let svého trvání, a při té příležitosti uvedla znovu na trh speciální pikantní hořčičnou a paprikovou směs Brutzelsenf, která je k dostání výhradně v internetovém obchodě a v prodejně hořčice v centru města, a to do vyčerpání zásob.

## Výroba
Nejdůležitějším výrobkem je dlouhodobě hořčice Bautz’ner Senf mittelscharf (Budyšínská hořčice středně ostrá). Typická je pro ni lehká křenová příchuť, za kterou vděčí allylisothiokyanátu, který se uvolňuje při rmutování drcených hořčičných semen. Typická barva nepochází od jinak obvykle přidávané kurkumy, nýbrž z jemného mletí hořčičných zrn. Roční spotřeba hořčičných semen je kolem 3 000 tun, přičemž většina pochází z okolí města, ale také z Meklenburska-Předního Pomořanska, Česka a Kanady. Pokusy změnit hořčici více podle západoněmeckého vkusu, receptury či barvy se setkaly s protesty u zákazníků a vedly k návratu k původní receptuře.
Před rokem 1989 pracovalo v továrně přes 200 zaměstnanců, v roce 2017 jich bylo ca 60. Továrna vyprodukuje ročně 15 000 tun hořčice, což ročně představuje asi 24 milionů prodaných balení. Produkce hořčice značky Bautz’ner je mimořádně úspěšná. Ve východním Německu má se 70% podílem dominantní postavení na trhu. V rámci celého Německa stojí s 23% podílem na trhu před dalším významným výrobcem Thomy a má tak na německém trhu vedoucí postavení. Výrobní sortiment zahrnuje nejen různé výrobky z hořčice, ale také příbuzné lahůdkové zboží.

## Galerie

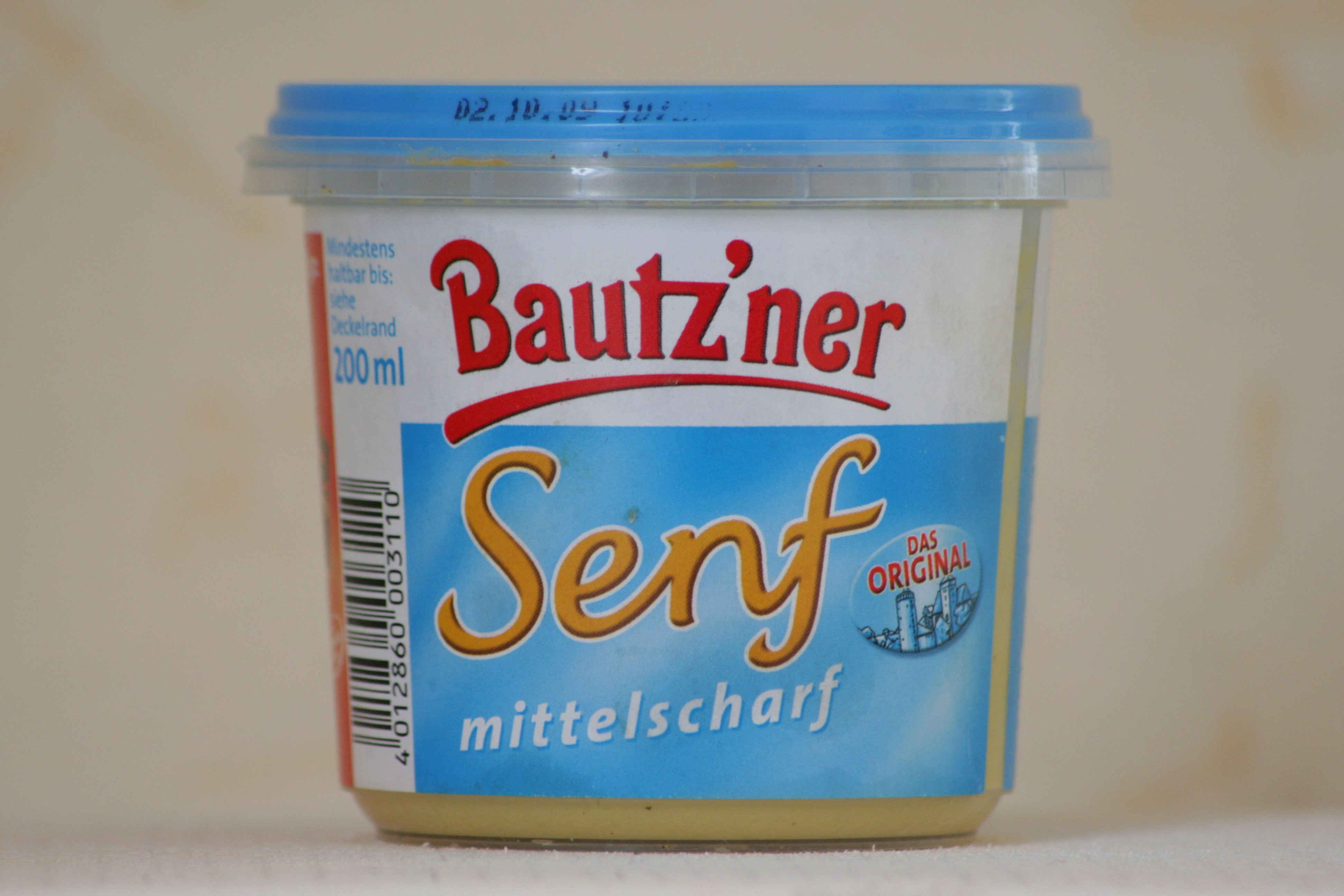
Bautz'ner Senf mittelscharf, balení 200 ml
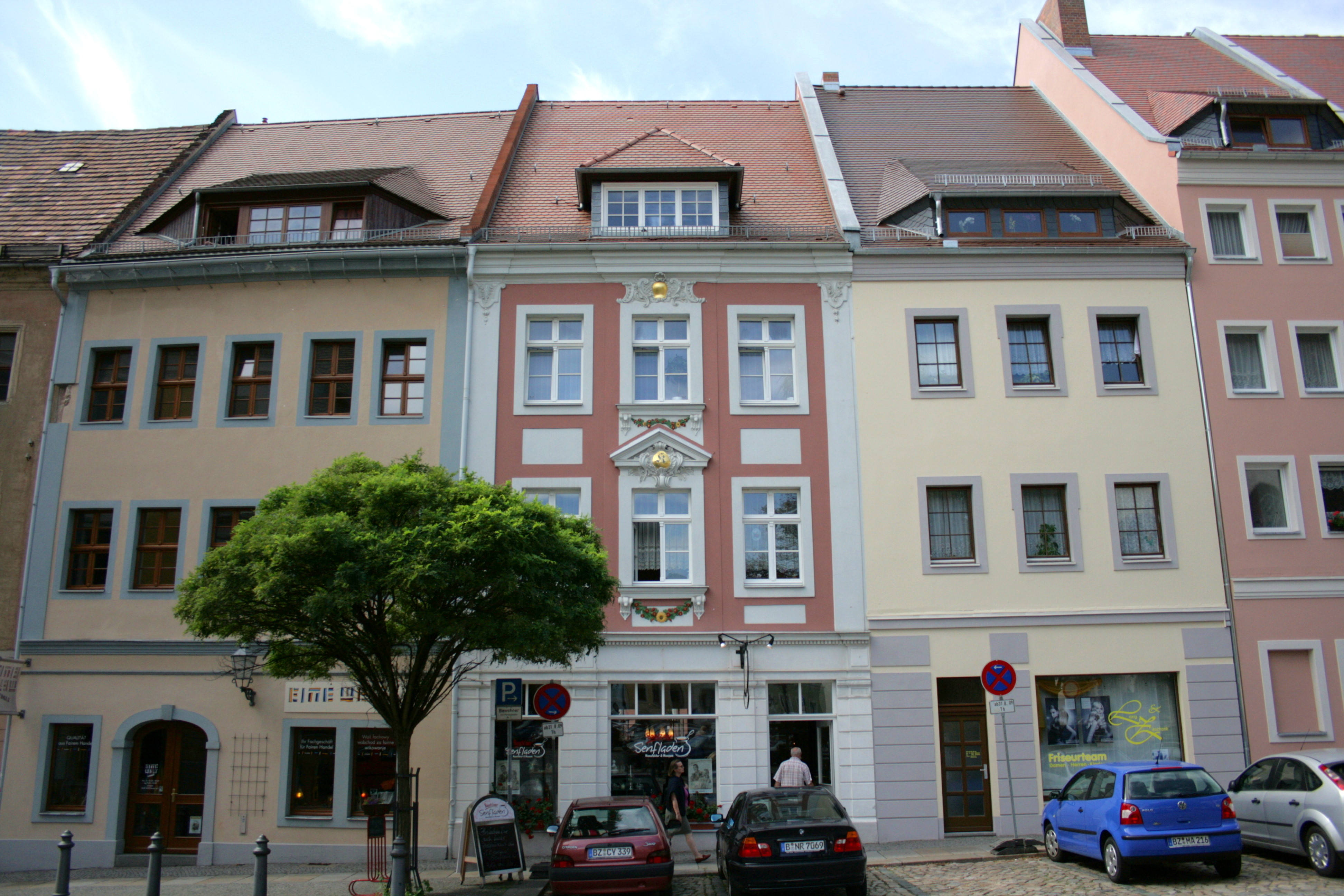
Muzeum hořčice v Budyšíně